# Louis De Goesbriand

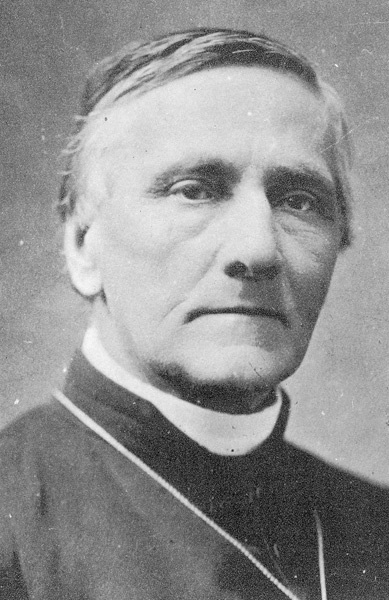
Louis De Goesbriand

Louis Joseph Mary Theodore De Goesbriand (* 4. August 1816 in Saint-Urbain, Département Finistère, Frankreich; † 3. November 1899) war ein US-amerikanischer Geistlicher und römisch-katholischer Bischof von Burlington.

## Leben
Louis De Goesbriand studierte am Priesterseminar St. Sulpice in Paris. Er empfing am 13. Juli 1840 in Paris durch den Bischof von Saint Louis, Joseph Rosati CM, das Sakrament der Priesterweihe. Anschließend war er bis 1847 im Bistum Cincinnati und von 1847 bis 1853 im neugegründeten Bistum Cleveland in der Seelsorge tätig.
Am 29. Juli 1853 ernannte ihn Papst Pius IX. zum ersten Bischof des mit gleichem Datum errichteten Bistums Burlington. Der Apostolische Nuntius in Brasilien und Päpstliche Sondergesandte für die Vereinigten Staaten, Erzbischof Gaetano Bedini, spendete ihm am 30. Oktober desselben Jahres die Bischofsweihe; Mitkonsekratoren waren der Bischof von Albany, John McCloskey, und der Bischof von Cleveland, Louis Amadeus Rappe.
Am Ersten Vatikanischen Konzil nahm er als Konzilsvater teil.
Seine letzte Ruhestätte fand er im Resurrection Park in South Burlington.